# Samsung Galaxy S9

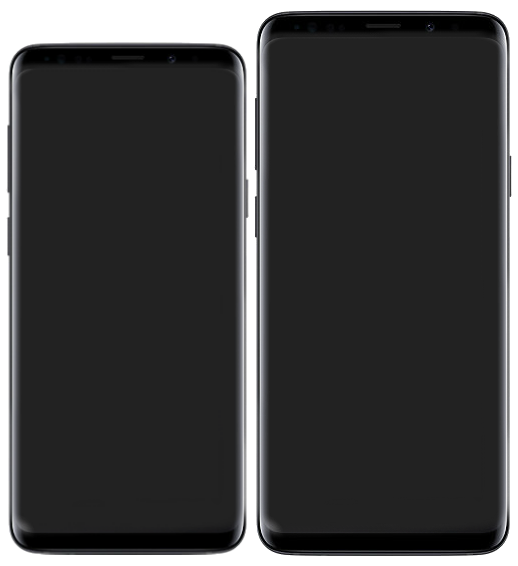
Samsung Galaxy S9 och S9+

Samsung Galaxy S9 logotyp

Samsung Galaxy S9 och Samsung Galaxy S9+ är smarttelefoner i Samsung Galaxy-serien och uppföljarna till Samsung Galaxy S8 och Samsung Galaxy S8+. Smarttelefonerna kör operativsystemet Android 8.0 "Oreo" och tillverkats av Samsung Electronics. De offentliggjordes den 25 februari 2018 under Mobile World Congress i Barcelona och släpptes i mars 2018.